# Bambusa guangxiensis
Bambusa guangxiensis är en gräsart som beskrevs av Liang Chi Chia och Hok Lam Fung. Bambusa guangxiensis ingår i släktet Bambusa och familjen gräs. Inga underarter finns listade i Catalogue of Life.